# 방아풀

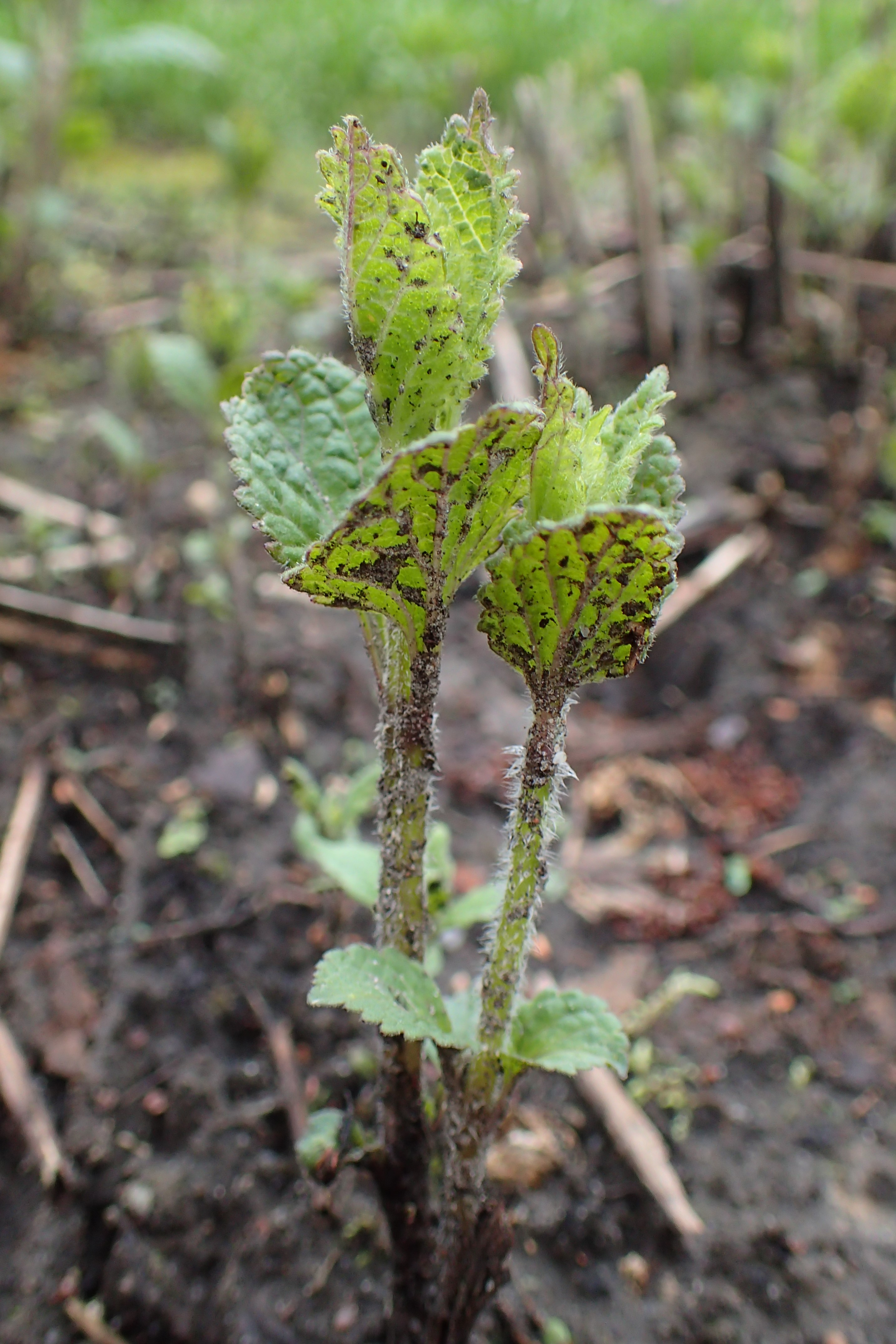

방아풀은 꿀풀과에 속하며 한국·일본 등에 분포하는 여러해살이풀이다.

## 생태
줄기는 사각형으로 곧으며 높이는 약 1 미터이다. 아래로 향한 털이 빽빽이 나 있다. 잎은 마주나며 넓은달걀 모양으로 길이 5~10 센티미터 정도이고, 가장자리에 톱니가 있으며 기부는 자루로 이어진다. 9월부터 10월에 걸쳐 줄기 끝이나 위쪽의 잎겨드랑이에 큰 원추꽃차례를 내며 작고 많은 엷은 보라색의 입술 모양의 꽃이 드물게 핀다. 윗입술은 4갈래로 갈라지며 보라색점이 있고, 아랫입술은 배 모양으로 돌출한다. 꽃받침은 5갈래로 갈라진다. 수술은 4개로 2개는 길며 꽃밖으로 나온다. 암술은 1개이다.

## 쓰임새
땅 위의 부분을 연명초(延命草)라 하며 쓴 맛의 건위제로서 한방에서 복통·설사에 쓰인다.